# Tibor Cservenyák
Tibor Cservenyák, född 8 augusti 1948 i Szolnok, är en ungersk vattenpolomålvakt och -tränare. Han ingick i Ungerns herrlandslag vid två olympiska spel. Han var chefstränare för Schweiz herrlandslag 1990–1992.
Cservenyák tog OS-silver i den olympiska vattenpoloturneringen i München och OS-guld i den olympiska vattenpoloturneringen i Montréal. Han tog VM-guld i samband med världsmästerskapen i simsport 1973 i Belgrad.
Efter sin aktiva spelarkarriär har Cservenyák bland annat varit tränare i schweiziska Solothurn och sedan för det schweiziska landslaget.